# Stachys saxicola
Stachys saxicola là một loài thực vật có hoa trong họ Hoa môi. Loài này được Coss. & Balansa miêu tả khoa học đầu tiên năm 1873.